# Ludvík Štěpán
Ludvík Štěpán (ur. 2 lutego 1943 w Dačicach, zm. 29 grudnia 2009 w Brnie) – czeski pisarz, dziennikarz, profesor slawistyki na Uniwersytecie Masaryka w Brnie.

## Życie i działalność
Urodził się w Dačicach na Morawach, jego życie i twórczość były jednak powiązane z Brnem. W Brnie ukończył technikum mechaniczne. Pracował jako kontroler, a później jako projektant w brneńskiej firmie Královopolská. Był również zatrudniony w teatrze, potem pracował jako dziennikarz w brneńskich redakcjach Lidové demokracie i Mladé fronty. Od roku 1975 był pisarzem i tłumaczem z zawodu. W latach 1985–1991 studiował polonistykę i bohemistykę na Wydziale Filozoficznym Uniwersytetu Masaryka w Brnie (praca dyplomowa Tradice a současnost polské epigramatiky). Po roku 1989 wrócił do dziennikarstwa (był m.in. pracownikiem naukowym dzienników Zemědělské noviny a Demokrat), był dyrektorem agencji artystyczno-reklamowej (LUSK). Od roku 1995 był wykładowcą eksternistycznym na Wydziale Slawistyki Uniwersytetu Masaryka, a od roku 1996 piastował tam stanowisko adiunkta, później docenta (w roku 2001 habilitował się na podstawie pracy Vývoj žánrového systému polské literatury – od renesance k postmodernismu), a od roku 2007 pracował jako profesor literatury słowiańskiej. Jako redaktor wniósł wkład w czasopisma „Slavica Litteraria – Literárněvědná slavistika” i „Opera Slavica – Slavistické rozhledy”, „Litteraria Humanitas”.
Debiutował jako autor wierszy poezji przyrodniczej, podróżniczej i miłosnej. Opowiadania i powieści Štěpána były z początku sytuowane na morawskiej wsi, a ich historia była związana z wysiłkami bohaterów w celu znalezienia sensu własnego życia i jego prawdziwej wartości. Już od czasu wydania zbiorów opowiadań Květiny jsou tu zbytečné i Znamení břízy charakterystycznymi cechami prozy autora były: kompozycja dzieląca historię częstymi retrospektywami, znaczny stopień liryzacji, skrótowość i metaforyczny styl. Podobnie zbudowana jest powieść Vichřice, w której bohater analizuje swoją winę w tragicznej śmierci dziewczynki. Oprócz historii o dojrzewającej młodzieży pisarz wydał zbiór opowiadań Vysoko letí ptáci, w których poruszono temat samotności i odosobnienia osób starszych.
W latach 80 przeszedł na gatunki bardziej epickie. W swojej powieści o morawskim miasteczku przygranicznym próbował zmierzyć się z tematem okupacji (A jinak se pluje po moři), napisał także powieść osadzoną w środowisku medycznym, zawierającą elementy science fiction (Transplantace). Opublikował także szereg publikacji naukowych z zakresu literaturoznawstwa polskiego, koncentrując się głównie na zagadnieniach genologicznych (np. Vývoj žánrového systému polské literatury).

## Wybrana twórczość
- Klepání na lásku (1973)
- Květiny jsou tu zbytečné (1976)
- Vichřice (1977)
- Pan Střelnice (dla dzieci, 1979)
- Znamení břízy (1979)
- Vysoko letí ptáci (1980)
- A jinak se pluje po moři (1985)
- Kovbojové z papíru (dla dzieci, 1986)
- Husar a panenka (dla dzieci, 1987)
- Transplantace (1990)
- Hry s protinožci (1990)
- Pan Střelnice v Bambulálii (leporello, 1993)
- Co dělám celý den (leporello, 1993)
- Tombík mezi dinosaury (leporelo, 1994)
- Máme rádi zvířata (dla dzieci, 1996, z Václavem Richterem)
- Mezi námi zvířaty I (dla dzieci, 2004)
- Mezi námi zvířaty II (dla dzieci, 2004)